# تروور بروکینگ
 تروور بروکینگ  (به انگلیسی: Trevor Brooking) زادهٔ ۲ اکتبر ۱۹۴۸ بازیکن فوتبال اهل انگلستان بود که سابقهٔ بازی در تیم ملی فوتبال انگلستان را در کارنامهٔ خود دارد. وی در تاریخ ۳ آوریل ۱۹۷۴ نخستین بازی ملی خود را در مقابل تیم ملی فوتبال پرتغال انجام داد و با حضور در ۴۷ بازی ملی، در تاریخ ۵ ژوئیه ۱۹۸۲ واپسین بازی ملی‌اش را در برابر تیم ملی فوتبال اسپانیا برگزار کرد.
این بازیکن توانسته در بازی‌های ملی، ۵ گل به ثمر برساند.